# Colin Larkin
Colin Larkin (né le 15 décembre 1949 à Dagenham) est un éditeur, musicologue, archiviste et graphiste britannique. Il est le fondateur et l'éditeur de l'ouvrage de référence Encyclopedia of Popular Music.

## Biographie
Né en 1949 à Dagenham, dans la banlieue de Londres, Colin Larkin étudie la conception graphique et la typographie au London College of Communication (alors connu sous le nom London College of Printing). Il travaille tout à tour dans le commerce de l'art, dans des groupes de publicité et pour la maison d'édition Pearson Longman.
Au même moment, à partir de 1967, il commence à écrire des articles pour des magazines et des journaux musicaux,, puis pour le fanzine Dark Star dans les années 1970. Il devient le guitariste dans un groupe baptisé Closer Than Most. Colin Larkin fonde la maison d'édition Scorpion Publishing en 1976, ce qui lui permet pour la première fois de combiner son travail d'éditeur et sa passion pour la musique.
En 1990, il crée Square One Books dans le but de publier des livres sur la musique. C'est à partir de 1989 qu'il commence à rassembler tout ce qu'il a pu écrire. La première édition de l'Encyclopedia of Popular Music, dont il est l'éditeur, voit le jour en 1989 et est publiée pour la 1re fois en 1992. En 1997, Colin Larkin vend Square One Books à Muze.

## Vie privée
Résidant dans le Suffolk,, Colin Larkin possède une collection de plus de 35 000 CD. Pendant ses travaux de recherches pour l'Encyclopedia of Popular Music, Colin Larkin hypothèque sa maison et sacrifie son mariage. Il perd aussi l'un de ses fils, qui meurt d'une leucémie entre deux éditions de son encyclopédie.